# Adrián Bernabé
Adrián Bernabé Garcia, född 26 maj 2001, är en spansk fotbollsspelare som spelar för Parma i Serie A.